# Кумторкалинський район
Кумторкалинський район - муніципальний район Дагестану, Росія.
Адміністративний центр (райцентр) - село Коркмаскала.

## Географія
Район розташований у північній частині Дагестану, межує: на півдні з Буйнакським, на півночі - з Бабаюртівським, на сході і півдні - з Кіровським районом міста Махачкала, на заході - з Кизилюртівським районами республіки. Площа території - 1270 км².

## Історія
Вперше утворений постановою ВЦВК ДАССР від 19.03.1935 р з території колишнього Махачкалинського району і Капчугайської і Екібулакської сільрад Буйнакського району, з центром в селі Кумторкала. Постановою ПВС ДАССР від 5.07.1944 р район перейменований в Кизилюртівський, районний центр перенесений в селище Кизилюрт.
Повторно створений Указом Президії Верховної Ради ДССР від 18.09.1992 р на частині території Кизилюртівського, Буйнакського і Кіровського району м Махачкала.
Рішенням 3-го з'їзду народних депутатів ДССР, підтримана постановою Уряду РФ № 40 від 24.02.1992 р, на частині території Кизилюртівського (нині територія Кумторкалинського) і Кіровського району створюється Новолакський район, для переселення лакського населення з Новолакського (Ауховського) району. До теперішнього часу процес переселення не завершений, район не створений.

## Населення
Населення - 25 879 осіб.
Національний склад
За даними Всеросійського перепису населення
 2010: :
| Народ        | Чисельність, чол. | Частка від усього населення,% |
| ------------ | ----------------- | ----------------------------- |
| Кумики       | 16647             | 67,00%                        |
| Аварці       | 4643              | 18,69%                        |
| Даргинці     | 2089              | 8,41%                         |
| Лезгини      | 291               | 1,17%                         |
| Лакці        | 260               | 1,05%                         |
| Росіяни      | 145               | 0,58%                         |
| Агули        | 144               | 0,58%                         |
| Цахури       | 134               | 0,54%                         |
| Табасарани   | 121               | 0,49%                         |
| Інші         | 227               | 0,91%                         |
| Не зазначили | 147               | 0,59%                         |
| Усього       | 24848             | 100,00%                       |

## Адміністративний поділ
До складу району входять 7 муніципальних утворень - 6 сільських та одна міське (жирним шрифтом, при наявності декількох населених пунктів, виділені адміністративні центри) :
1. Село Аджидада
2. Село Алмало
3. Сільрада «Коркмаскалінська» (села Коркмаскала і Дахадаївка)
4. Село Теміргоє
5. Село Учкент
6. Село Шамхал-Янгіюрт
7. Селище Тюбе - міське поселення

## Економіка
У селищі Тюбе розташовані кілька великих підприємств промисловості, такі як завод залізобетонних виробів і комбінат хлібопродуктів, йде будівництво заводу з виробництва скла флоат-методом [Архівовано 22 квітня 2021 у Wayback Machine.]. Наближається до завершення будівництво, найбільшого на Північному Кавказі, заводу листового скла.
На території району російською та кумицькою мова транслює місцевий телеканал «ТБС-Кумторкала».